# 安孫子久太郎
安孫子 久太郎（あびこ きゅうたろう、1864年7月26日〈元治元年6月23日〉 - 1936年〈昭和11年〉5月31日）は、アメリカ合衆国で活動した日本人起業家かつ新聞編集者である。日米新聞社長。

## 生涯

### 生い立ち
1864年（元治元年）に、のちの新潟県北蒲原郡水原町字外城（現阿賀野市）で、小林徳四郎、いし子の長男として生まれた。母が出産の際に死亡したため、母方の祖父（安孫子彦一郎）母のもとで育つ。14歳の時に家出して上京し、キリスト教の影響を受けた。後にキリスト教に改宗している。1885年（明治18年）、サンフランシスコ福音会の援助で20歳で渡米した。

### 渡米後
サンフランシスコについた当時の所持金は1ドルだったという安孫子は、仕事をしながら現地の小学校（リンカーン・グラマースクール）に通う。小学校卒業後は浜田房次郎、玉井重次郎らとともにカリフォルニア大学バークレー校に入学する。在学中は、社会学を学んだ他、サンフランシスコ福音会の中心メンバーとして同会の発展に尽力した。1889年（明治22年）のペスト検疫事件を機に設立された在米日本人協議会の創立時の役員も務めている。卒業後はランドリー業やレストランなどを経営していたが、1897年（明治30年）、サンフランシスコの日本語新聞である『桑港日本新聞』を購入した。1898年（明治31年）には、さらなる日本語新聞である『北米日報』を買収した後、二社を合併して『日米』を創刊する。
1903年（明治36年）には、日米勧業社を設立し、各地の鉄道、鉱山、農園に日本人を送り込む。後から渡米した青年たちへの援助に尽力するとともに、排日派との折衝において日本人社会の中心的な発言者として活躍。
1901年（明治34年）に発生したシティー・オブ・リオネジャネイロ号遭難事件で日本人の死亡者が31人にのぼり、救援相互扶助団体の設立が当時の領事横田三郎らからよびかけられ、日本人慈恵会が設立された。その設立時の役員にも名を連ねる。
1907年（明治40年）のハワイからの転航禁止によって人材供給が絶たれ、請負業は下火となる。
1907年（明治40年）、リビングストンに2000エーカーの土地を購入。大和コロニーを建設。同コロニーは白人と日本人との理想的な協調関係を実現したと賞賛された。その反面、順調であった日米新聞の収益をヤマトコロニーに大量につぎ込んだため、日米の経営は低空飛行を続けることとなった。
1909年（明治42年）4月、帰国した後に津田梅子の妹、余奈子と結婚。長男、泰雄をもうける。
晩年は、1930年代の排日の動きと並行して起きた、日米社内の大規模な従業員ストに苦しむなどした。1936年（昭和11年）、サンフランシスコで死去。その後、日米の社主は余奈子夫人が引き継いだ。
孫のケン・アビコが社長を務めていた日米タイムズは2009年に経営破綻した。